# NNNニュースサタデー
『NNNニュースサタデー』（えぬえぬえぬ にゅーすさたでー）は、1996年4月6日から日本テレビと一部の系列局（NNN）で放送されている土曜朝のニュース番組である。
1996年3月までは土曜6:45 - 7:00（以下、日本時間表記）に『朝のニュース』として放送されていたが、4月に『ズームイン!!サタデー』がスタートした際にタイトルと放送時間を変更。以来、2025年3月29日まで『ズームイン!!サタデー』の1コーナーとして放送された。
本稿ではNNN枠としての後番組である『NNNシューイチサタデー』についても説明する。

## 進行方式・番組内容
「ニュースZIP!」の土曜版ともいえ、『ニュースサンデー』同様に日本テレビ系列朝のニュースとなっている。

### 番組開始から2025年3月まで
1996年4月、『ズームイン!!サタデー』開始に伴い、『ズームイン!!サタデー』の1コーナーとして当番組が開始。
当番組は終了まで内包先の『ズームイン!!サタデー』で使用されていたマイスタジオ内から進行（ただし、内容によっては報道フロアから放送する場合もあった）。中央に設置されたモニターに5項目程度のニュースの項目を表示、ストレートニュース形式でニュースを伝えていた。
開始から2006年9月30日までは『ズームイン!!サタデー』司会担当の日本テレビアナウンサーと報道局キャスター室所属記者の2人で進行していた。この体制は、3年半後の2010年4月に復活したが2014年1月から2024年3月までは女性アナウンサーと進行していた。
2005年3月26日までのオープニングは、当日伝えるニュース映像の上にロゴマークが重なったタイトル映像（音楽・ジングル付き）が約5秒流れた後、画面がスタジオに切り替わり、司会のアナウンサーの「ニュースは〇〇さん（記者）です。」「おはようございます。」の一声で番組が始まっていた。
2006年10月7日からは司会担当アナウンサーと『ニュースD（現在：『ストレイトニュース』）担当女性アナウンサーで進行することになった。また6時台最初のニュースコーナー「朝一番ヘッドライン」を事実上統合する形となり、オープニングがヘッドラインに変更されたため、オープニングは事実上廃止になった。
7:50ごろのニュースでは再び『ニュースサタデー』の担当キャスターが登場し、報道フロアから放送、テロップは『ニュースサタデー』と同一になっていたが、2021年11月13日以降、NNNの各ニュース番組と日テレNEWS24のテロップが『ストレイトニュース』のフォーマットに統一されたため、当番組も変更された。
『ズームイン!!サタデー』の放送開始時間が前倒しされた2009年4月4日から2018年9月28日までの間は、現存する5:59の飛び乗り点に加えて6:28に設けられた飛び乗り点から放送する局が存在した。その為、『ズームイン!!サタデー』自体はネットしていても、6:28の飛び乗り点前に放送される『ニュースサタデー』が放送されない地域が存在していた。この期間、該当局では土曜朝のNNN枠が事実上非ネットとなっており、6時台後半から7時台前半に放送されていた『ニュース6→ニュース7』及び、番組終盤の『ニュースフラッシュ』で補完する形となっていた。
なお、当番組のアタック音（次のニュース項目へ移るときの「ジャジャン」という音）は放送開始のモノを使用していたが、2014年4月5日から、一部テロップがリニューアルと同時にアタック音も変更された。しかし、2020年3月28日を最後に一旦廃止となったが2022年度から復活している。

### 2025年4月より
2025年3月29日の放送で『ズームイン!!サタデー』の放送が終了。4月5日以降は『シューイチ（土曜版）』の放送開始に従って本コーナーは『シューイチ（土曜版）』の放送前の5:45 - 5:55で単独での放送に移行。ただしNNN枠ではなくなりローカルセールス枠となり、NNN枠については『シューイチ』内の6:10頃 - 6:18頃より『シューイチサタデー』として別途放送する。
ニュースサタデー
5:45 - 5:55より単独番組として放送。報道フロアからの放送になり、キャスター担当のアナウンサーが単独でニュースを伝える。
NNNシューイチサタデー
『シューイチ（土曜版）』内の6:10頃 - 6:18頃より1コーナーとして放送。NNN枠としての後番組で、構成は『ズームイン!!サタデー』時代を一部継承しており、内包先の『シューイチ』で使用されているスタジオから放送。『シューイチ』の土曜総合司会を担当するアナウンサーに加え、直前のニュースサタデーの担当のアナウンサーが当番組のキャスターを兼任する形で進行し、中央に設置されたモニターに5項目程度のニュースの項目を表示、ストレートニュース形式でニュースを伝える。
オープニング自体はなく、開始と共に画面上部にタイトルが表示され、総合司会がタイトルコールとキャスターを紹介する程度に留めている。

## 基本放送時間
| 期間      | 期間      | 放送時間（JST）  | 備考                                                       |
| --------- | --------- | ---------------- | ---------------------------------------------------------- |
| 1996.4.6  | 2006.3.25 | 土曜 6:14 - 6:22 | 開始時刻は秒単位まで原則固定、終了時間は不定となっていた。 |
| 2006.4.1  | 2006.9.30 | 土曜 6:19 - 6:30 |                                                            |
| 2006.10.7 | 2011.3.26 | 土曜 6:05 - 6:13 | 当日の放送内容によっては開始時刻の変動あり。               |
| 2011.4.2  | 2022.3.26 | 土曜 6:08 - 6:18 | 当日の放送内容によっては開始時刻の変動あり。               |
| 2022.4.2  | 2025.3.29 | 土曜 6:12 - 6:20 | 当日の放送内容によっては開始時刻の変動あり。               |
| 2025.4.5  | 現在      | 土曜 5:45 - 5:55 | 一部地域でもネット。                                       |

## キャスター
| 期間 | 期間       | 総合司会  | キャスター               |
| --- | ---------- | --------- | ------------------------ |
| 1996.4.6 | 1998.8.29  | 福澤朗    | 笹尾敬子                 |
| 1998.9.5 | 1998.12.26 | 羽鳥慎一  | 笹尾敬子                 |
| 1999.1.9 | 1999.12.25 | 羽鳥慎一  | 庭野めぐみ               |
| 2000.1.8 | 2001.9.29  | 羽鳥慎一  | 加藤玲奈                 |
| 2001.10.6 | 2002.3.30  | 羽鳥慎一  | 町亞聖1                  |
| 2002.4.6 | 2003.2.1   | 羽鳥慎一  | 丸岡いずみ1              |
| 2003.2.8 | 2005.3.26  | 矢島学    | 丸岡いずみ1              |
| 2005.4.2 | 2006.3.25  | 矢島学    | 小西美穂1                |
| 2006.4.1 | 2006.9.30  | 藤井貴彦  | 池内千香子1              |
| 2006.10.7 | 2008.9.27  | 藤井貴彦  | 杉上佐智枝1・2・3        |
| 2008.10.4 | 2009.3.28  | 藤井貴彦  | 馬場典子1                |
| 2009.4.4 | 2010.3.27  | 藤井貴彦  | 山本舞衣子               |
| 2010.4.3 | 2013.9.28  | 上重聡    | 小西美穂                 |
| 2013.10.5 | 2014.1.11  | 上重聡    | 宮島香澄                 |
| 2014.1.18 | 2014.3.29  | 上重聡    | 佐藤良子                 |
| 2014.4.5 | 2015.3.28  | 上重聡    | 久野静香                 |
| 2015.4.4 | 2015.10.3  | 辻岡義堂  | 久野静香                 |
| 2015.10.10 | 2017.3.25  | 辻岡義堂  | 徳島えりか               |
| 2017.4.1 | 2017.9.30  | 辻岡義堂  | 滝菜月                   |
| 2017.10.7 | 2021.3.27  | 辻岡義堂  | 佐藤真知子               |
| 2021.4.3 | 2021.9.25  | 梅澤廉    | 久野静香 田辺大智4       |
| 2021.10.2 | 2022.3.26  | 梅澤廉    | 久野静香 小髙茉緒4       |
| 2022.4.2 | 2023.3.25  | 梅澤廉    | 小髙茉緒                 |
| 2023.4.1 | 2024.3.30  | 梅澤廉    | 佐藤真知子5              |
| 2024.4.6 | 2025.3.29  | 梅澤廉    | 伊藤遼                   |
| 2025.4.5 | 現在       | 田辺大智7 | 忽滑谷こころ6 畑下由佳 6 |
| - 1 『あさ天サタデー』を兼務。 - 2 2007年9月まで週末の『ニュースD』を兼務。 - 3 2007年10月から『ニュースサンデー』を兼務。 - 4 毎月最終週のみ、久野に代わって担当。 - 5 同日の『ストレイトニュース』を兼務。 - 6 隔週交代制。同日の『シューイチ』内ニュースコーナー（『シューイチサタデー』）を兼務。 - 7 『シューイチ』内ニュースコーナー（『シューイチサタデー』）のみ担当。 |            |           |                          |

## ネット局
☆…読売中京FSホールディングス連結子会社
ネットセールス枠時代
『ズームイン!!サタデー』終了後はネット局全て『NNNシューイチサタデー』をネット。
| 放送対象地域   | 放送局                                                    | 系列                          | 放送曜日・放送時間   |
| -------------- | --------------------------------------------------------- | ----------------------------- | -------------------- |
| 関東広域圏     | 日本テレビ（NTV） 『NNNニュースサタデー』 制作・NNN基幹局 | 日本テレビ系列                | 土曜 6:08頃 - 6:18頃 |
| 北海道         | 札幌テレビ（STV）☆                                        | 日本テレビ系列                | 土曜 6:08頃 - 6:18頃 |
| 青森県         | 青森放送（RAB）                                           | 日本テレビ系列                | 土曜 6:08頃 - 6:18頃 |
| 岩手県         | テレビ岩手（TVI）                                         | 日本テレビ系列                | 土曜 6:08頃 - 6:18頃 |
| 宮城県         | ミヤギテレビ（MMT）                                       | 日本テレビ系列                | 土曜 6:08頃 - 6:18頃 |
| 秋田県         | 秋田放送（ABS）                                           | 日本テレビ系列                | 土曜 6:08頃 - 6:18頃 |
| 山形県         | 山形放送（YBC）                                           | 日本テレビ系列                | 土曜 6:08頃 - 6:18頃 |
| 福島県         | 福島中央テレビ（FCT）                                     | 日本テレビ系列                | 土曜 6:08頃 - 6:18頃 |
| 山梨県         | 山梨放送（YBS）                                           | 日本テレビ系列                | 土曜 6:08頃 - 6:18頃 |
| 新潟県         | テレビ新潟（TeNY）                                        | 日本テレビ系列                | 土曜 6:08頃 - 6:18頃 |
| 長野県         | テレビ信州（TSB）                                         | 日本テレビ系列                | 土曜 6:08頃 - 6:18頃 |
| 静岡県         | 静岡第一テレビ（SDT）                                     | 日本テレビ系列                | 土曜 6:08頃 - 6:18頃 |
| 富山県         | 北日本放送（KNB）                                         | 日本テレビ系列                | 土曜 6:08頃 - 6:18頃 |
| 石川県         | テレビ金沢（KTK）                                         | 日本テレビ系列                | 土曜 6:08頃 - 6:18頃 |
| 福井県         | 福井放送（FBC）                                           | 日本テレビ系列 テレビ朝日系列 | 土曜 6:08頃 - 6:18頃 |
| 中京広域圏     | 中京テレビ（CTV）☆                                        | 日本テレビ系列                | 土曜 6:08頃 - 6:18頃 |
| 近畿広域圏     | 読売テレビ（ytv）☆                                        | 日本テレビ系列                | 土曜 6:08頃 - 6:18頃 |
| 鳥取県・島根県 | 日本海テレビ（NKT）                                       | 日本テレビ系列                | 土曜 6:08頃 - 6:18頃 |
| 広島県         | 広島テレビ（HTV）                                         | 日本テレビ系列                | 土曜 6:08頃 - 6:18頃 |
| 山口県         | 山口放送（KRY）                                           | 日本テレビ系列                | 土曜 6:08頃 - 6:18頃 |
| 徳島県         | 四国放送（JRT）                                           | 日本テレビ系列                | 土曜 6:08頃 - 6:18頃 |
| 香川県・岡山県 | 西日本放送（RNC）                                         | 日本テレビ系列                | 土曜 6:08頃 - 6:18頃 |
| 愛媛県         | 南海放送（RNB）                                           | 日本テレビ系列                | 土曜 6:08頃 - 6:18頃 |
| 高知県         | 高知放送（RKC）                                           | 日本テレビ系列                | 土曜 6:08頃 - 6:18頃 |
| 福岡県         | 福岡放送（FBS）☆                                          | 日本テレビ系列                | 土曜 6:08頃 - 6:18頃 |
| 長崎県         | 長崎国際テレビ（NIB）                                     | 日本テレビ系列                | 土曜 6:08頃 - 6:18頃 |
| 熊本県         | くまもと県民テレビ（KKT）                                 | 日本テレビ系列                | 土曜 6:08頃 - 6:18頃 |
| 大分県         | テレビ大分（TOS）                                         | 日本テレビ系列 フジテレビ系列 | 土曜 6:08頃 - 6:18頃 |
| 鹿児島県       | 鹿児島読売テレビ（KYT）                                   | 日本テレビ系列                | 土曜 6:08頃 - 6:18頃 |

ローカルセールス枠時代
| 放送対象地域 | 放送局                                        | 系列                          | 放送曜日・放送時間 |
| ------------ | --------------------------------------------- | ----------------------------- | ------------------ |
| 関東広域圏   | 日本テレビ（NTV） 『ニュースサタデー』 制作局 | 日本テレビ系列                | 土曜 5:45 - 5:55   |
| 青森県       | 青森放送（RAB）                               | 日本テレビ系列                | 土曜 5:45 - 5:55   |
| 山形県       | 山形放送（YBC）                               | 日本テレビ系列                | 土曜 5:45 - 5:55   |
| 福島県       | 福島中央テレビ（FCT）                         | 日本テレビ系列                | 土曜 5:45 - 5:55   |
| 新潟県       | テレビ新潟（TeNY）                            | 日本テレビ系列                | 土曜 5:45 - 5:55   |
| 静岡県       | 静岡第一テレビ（SDT）                         | 日本テレビ系列                | 土曜 5:45 - 5:55   |
| 石川県       | テレビ金沢（KTK）                             | 日本テレビ系列                | 土曜 5:45 - 5:55   |
| 福井県       | 福井放送（FBC）                               | 日本テレビ系列 テレビ朝日系列 | 土曜 5:45 - 5:55   |
| 中京広域圏   | 中京テレビ（CTV）☆                            | 日本テレビ系列                | 土曜 5:45 - 5:55   |